# الروضة (ملوي)
قرية الروضة  هي إحدي القرى التابعة لمركز ملوى بمحافظة المنيا في جمهورية مصر العربية. حسب إحصاءات سنة 2006، بلغ إجمالي السكان في الروضة 26357 نسمة، منهم 13229 رجل و13128 امرأة.